# 創元社
創元社（そうげんしゃ）は、日本の出版社。大阪市に本社を置き、主に心理学、歴史学の書籍を出版している。
海外推理小説、SF小説の出版などで知られる東京創元社は、1954年にのれん分けで独立し別会社となったもの。

## 概要

### 所在地
- 本社
  - 〒541-0047 　大阪府大阪市中央区淡路町4丁目3-6
- 東京支社
  - 東京都千代田区神田神保町1-2 田辺ビル
- 流通センター
  - 〒578-0905 　大阪府東大阪市川田3丁目1-27

### 代表者
- 代表取締役社長　矢部敬一

## 歴史
- 1892年　書店、矢部晴雲堂として、西区新町にて創業。
- 1897年　社名を福音社に変更。
- 1925年　出版部門としての創元社創立、本社を西区靭上通りに移転。社長は矢部良策（1897-1973）。小林茂が入社。
- 1933年　谷崎潤一郎『春琴抄』を刊行、ベストセラーとなる。以後谷崎の著書を多く刊行。
- 1936年　小林秀雄訳のアラン『精神と情熱とに関する八十一章』を刊行、小林を編集顧問とする。北条民雄『いのちの初夜』を刊行。
- 1937年　創元選書の刊行を始め、柳田國男、小林秀雄らの著作を入れて当たる。
- 1938年　川端康成編『北条民雄全集』を刊行（のち東京創元社が引き継ぐ）
- 1948年　小林秀雄が取締役となる。
- 1954年　東京支社が東京創元社として独立。社長は小林茂。

## 主な関係者
- 隆慶一郎 - 創元社の編集者
- 宮崎嶺雄 - 創元社の編集長
- 天野祐吉 - 宣伝部社員として所属
- 知念榮喜 - 創元社時代の編集者。田村隆一等を担当。詩人。H氏賞受賞

## 主な刊行物
- 『人を動かす』デール・カーネギー著
- 『道は開ける』デール・カーネギー著
- 『天使辞典』グスタフ・デイヴィッドスン著
- 『雪国』川端康成
- 『無常といふ事』小林秀雄著
- 『反響』伊東静雄著
- 『アメリカ人の思考法 - 文化摩擦とコミュニケーション』エドワード・C・スチュワート（久米昭元訳）

叢書・選書・全集
- 「知の再発見双書」
- 『茶道全集』
- 「創元選書」
- 『創元科学叢書』
- 「日本文化名著選」
- 『哲学選書』
- 『百花文庫』